# Isidor Torkar
Isidor Torkar (født 17. august 1960 i Slovenien) er en svensk skuespiller. Han startede sin karriere i 1975 ved Skånska teatern i Landskrona der han arbejdede som amatørskuespiller til 1982 da han blev professionel skuespiller.

## Filmografi (udvalg)
- 1993 – Maclean (TV)
- 1994 – Mördare utan ansikte (TV)
- 1994 – Döda danskar räknas inte (TV)
- 1996 – Mysteriet på Greveholm (TV (Julkalendern))
- 1998 – Dolly & Dolly (TV)
- 1999 – Bornholms stemme
- 1999 – Vuxna människor
- 2000 – Ronny & Julia (TV (Julkalendern))
- 2001 – Fru Marianne (TV)
- 2002 – Den 5:e kvinnan
- 2005 – Wallander – Brødrene
- 2006 – Frostbiten
- 2006 – Emblas hemlighet (TV)
- 2006 – Wallander – Fotografen